# Libertas Trogylos Basket 1978-1979
La stagione 1978-1979 della Libertas Trogylos Basket è stata la prima disputata in Serie B femminile.

## Rosa
| Giocatrici |
| ---------- |

| N° | Naz.              | Ruolo | Sportivo            | Anno | Alt. |  |
| -- | ----------------- | ----- | ------------------- | ---- | ---- |  |
|    | Italia (bandiera) | P     | Rosalba Bombardieri | 1962 | 165  |  |
|    | Italia (bandiera) | A     | Sofia Adorno        | 1960 | 174  |  |
|    | Italia (bandiera) | A     | Renata Pinto        | 1961 | 174  |  |
|    | Italia (bandiera) |       | Daniela Danesi      |      |      |  |
|    | Italia (bandiera) | GA    | Giusy Gervasi       | 1965 | 180  |  |
|    | Italia (bandiera) |       | Palminteri          |      |      |  |
|    | Italia (bandiera) | G     | Luana Squillaci     | 1964 | 169  |  |
|    | Italia (bandiera) |       | Lessi               |      |      |  |
|    | Italia (bandiera) |       | Enza Aloini         |      |      |  |
|    | Italia (bandiera) | C     | Ivana Gabrielli     | 1964 | 177  |  |

| Staff tecnico             |
| ------------------------- |
| Allenatore: Santino Coppa |